# Tavelsjö församling
Tavelsjö församling är en församling inom Svenska kyrkan i Södra Västerbottens kontrakt av Luleå stift. 
Församlingen ingår i Umeå pastorat och ligger i Umeå kommun, Västerbottens län.

## Administrativ historik
Tavelsjö församling bildades 1 januari 1963 genom en utbrytning av Tavelsjö kyrkobokföringsdistrikt ur Umeå landsförsamling, omfattande en areal av 372,27 kvadratkilometer land och med 2 041 invånare.

### Pastorat
- 1963 till 2014: Annexförsamling i pastoratet Umeå landsförsamling och Tavelsjö.[4]
- Från 2014: Tavelsjö ingår i Umeå pastorat.[5]

## Areal
Tavelsjö församling omfattade den 1 januari 1976 en areal av 396,2 kvadratkilometer, varav 372,3 kvadratkilometer land.

## Befolkningsutveckling
| Befolkningsutvecklingen i Tavelsjö församling 1970–1990       | Befolkningsutvecklingen i Tavelsjö församling 1970–1990 | Befolkningsutvecklingen i Tavelsjö församling 1970–1990 | Befolkningsutvecklingen i Tavelsjö församling 1970–1990 | Befolkningsutvecklingen i Tavelsjö församling 1970–1990 |
| ------------------------------------------------------------- | ------------------------------------------------------- | ------------------------------------------------------- | ------------------------------------------------------- | ------------------------------------------------------- |
|                                                               |                                                         |                                                         |                                                         |                                                         |
| År                                                            |                                                         |                                                         | Folkmängd                                               |                                                         |
| 1970                                                          | 1970                                                    |                                                         | 1 746                                                   |                                                         |
| 1980                                                          | 1980                                                    |                                                         | 2 086                                                   |                                                         |
| 1990                                                          | 1990                                                    |                                                         | 2 084                                                   |                                                         |
| Anm: Källor: Demografiska databasen, CEDAR, Umeå universitet. |                                                         |                                                         |                                                         |                                                         |

## Kyrkor
- Tavelsjö kyrka

## Byar i Tavelsjöbygden
- Avanäs
- Avaliden
- Blomåker
- Brattvall
- Haddingen
- Kvarnfors
- Hjuksbäck
- Jonstorp
- Liden
- Lillsjöberg, en liten by sydväst om Tavelsjö, med omkring tio gårdar. En enskild grusväg går till byn från Kvarnfors.
- Långviken
- Långviksvallen
- Mickelsträsk
- Milan
- Norrby
- Rödåsel
- Sand
- Signilsbäck
- Sjömellantjälen
- Sunnansjö
- Tavelsjö
- Trehörningen
- Varmvattnet
- Yttre Långviken
- Västerbacka
- Västernäs
- Västerå
- Östibyn